# Citocrom

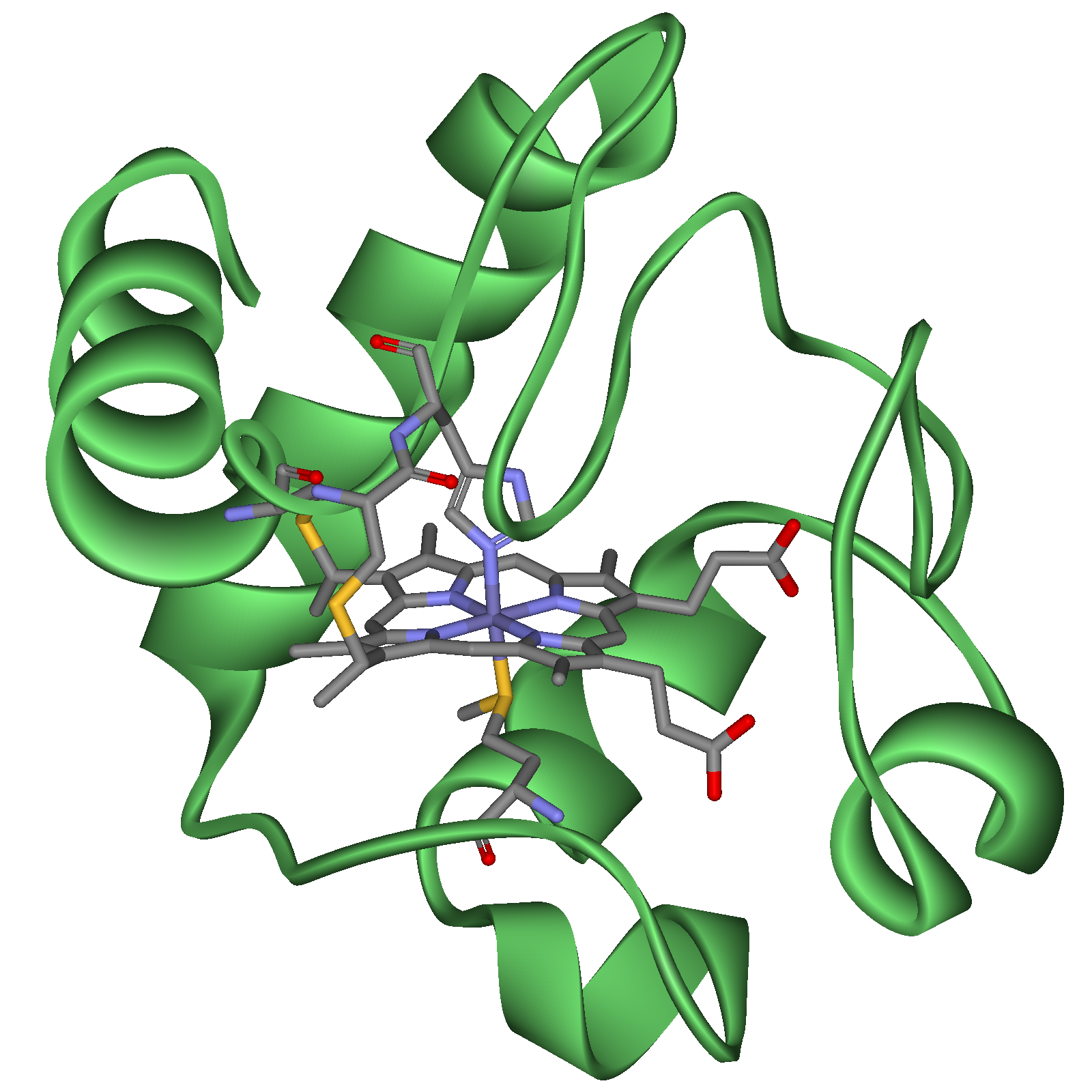
Citocrom c cu hem c.

Citocromii sunt proteine active redox care conțin hem, cu un atom central de fier, pe post de cofactor. Aceștia sunt implicați în lanțul transportor de electroni și în catalizarea proceselor redox din organism. Patru categorii de citocromi sunt recunoscute de către International Union of Biochemistry and Molecular Biology (IUBMB), mai exact: citocromi a, citocromi b, citocromi c și citocromi d. Funcția lor este legată de conversia reversibilă a ionului feros, Fe(II), la ion feric, Fe(III), stări de oxidare care sunt corespunzătoare atomului de fier din hem. În afara clasificării IUBMB, există și alte metode de a clasifica citocromii, exemple fiind citocromul o și citocromul P450.